# Pengarengan (Kaliangkrik)
Pengarengan is een bestuurslaag in het regentschap Magelang van de provincie Midden-Java, Indonesië. Pengarengan telt 1234 inwoners (volkstelling 2010).